# ロバート・ウィケンズ
ロバート・テイラー・ウィケンズ（Robert Tyler Wickens, 1989年3月13日 - ）はカナダ・ゲルフ出身のレーシングドライバー。
ファミリーネームはメディアによって「ウィケンス」「ウィッケンス」「ウィッケンズ」「ウィキンス」とも表記される。

## 経歴

### ジュニアフォーミュラ
2005年にフォーミュラ・BMW USAに参戦を始め、これが四輪レースのデビューとなった。ウィケンズはこのシーズン2勝と5つの表彰台を獲得した。翌年も引き続きフォーミュラ・BMWに参戦。この年には3勝してチャンピオンを獲得した。この活躍に注目したレッドブルはウィケンズを育成プログラムに加え、彼のキャリアへのサポートを始めた。
2007年にはフォーミュラ・アトランティックへとステップアップし、レッドブル・チーム・フォーサイスから出場した。ポートランドで勝利し、ラファエル・マトスとフランク・ペレラに次ぐランキング3位となった。
この年の後半にウィケンズはレース活動の拠点をヨーロッパに移した。カーリン・モータースポーツからフォーミュラ・ルノー3.5の終盤2戦に出場したほか、翌年にかけてジェームズ・ヒンチクリフに代わってA1・チーム・カナダからA1グランプリの7ラウンドに参戦し、南アフリカのダーバンで行われたスプリントレースで勝利を挙げた。
翌年は同チームからフル参戦を果たし、シルバーストーン戦で勝利してランキング12位に入った。また、フォーミュラ・ルノー3.5と並行してシグナチュール・チームからフォーミュラ3・ユーロシリーズにも参戦した。2つのシリーズの日程の重複のために3ラウンドを欠場したが、ブガッティ・サーキットで行われたレースで勝利し12位でシーズンを終えた。
2009年、ウィケンズはこの年より開始されたFIA F2選手権に参戦した。第1戦のバレンシア・サーキットで開催された2レースで連勝する順調な滑り出しを見せたものの、その後は勝利を挙げることができず、7勝を記録してチャンピオンとなったアンディ・ソウセックからは大きく離されたランキング2位でシーズンを終えた。また、この年を最後にレッドブル・ジュニアチームの所属を外れた。

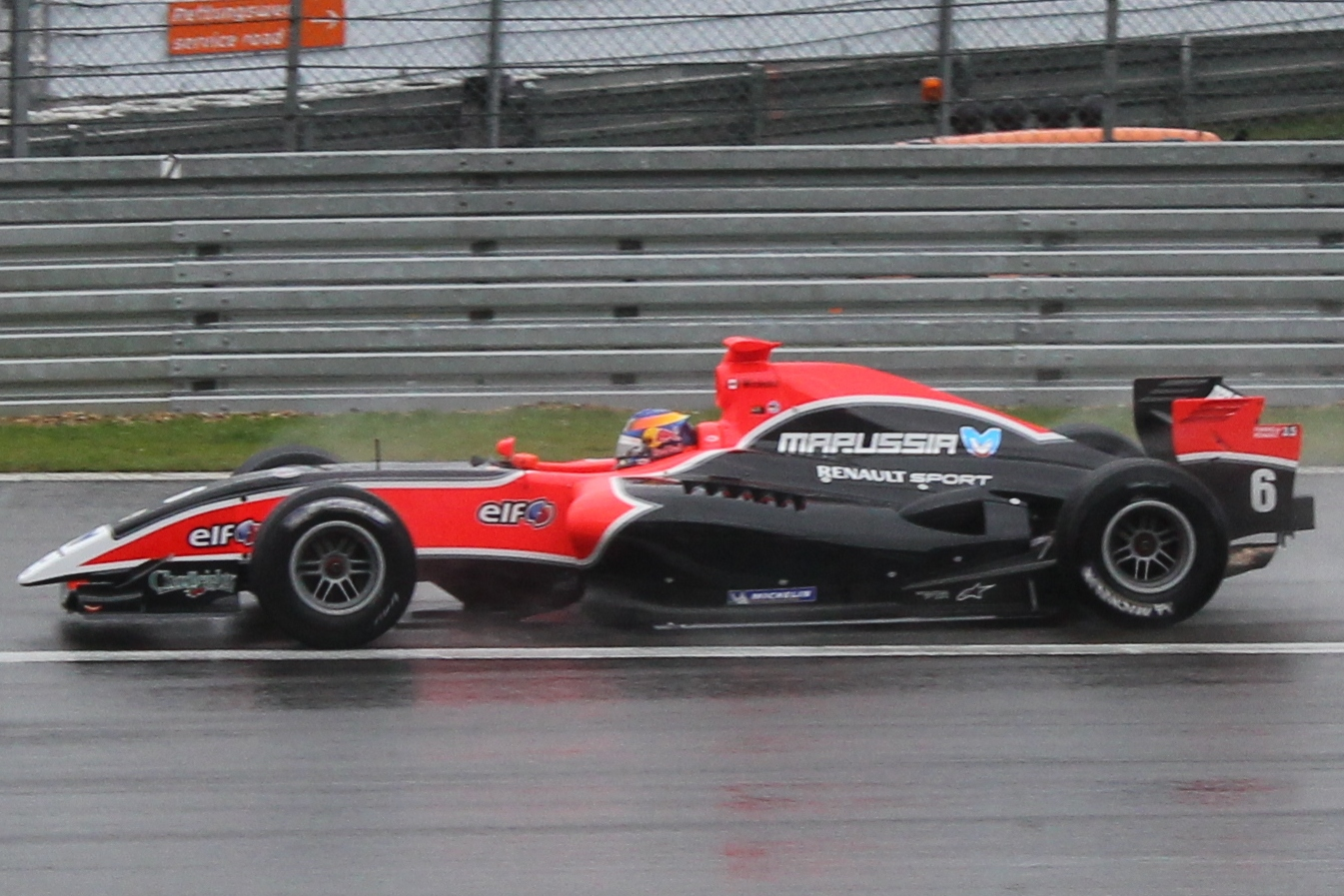
2011年ニュルブルクリンク戦にて

2010年にはステータス・グランプリよりGP3シリーズに参戦した。後半戦に3勝を挙げたものの、シーズンを通して安定した成績を残したエステバン・グティエレスがポイントで上回り、二年連続のランキング2位となった。
2011年、ウィケンズはマルシアの支援を受け、再びカーリンよりフォーミュラ・ルノー3.5に参戦した。チームメイトとなったレッドブルの育成プログラムに所属するジャン＝エリック・ベルニュとのタイトル争いとなり、ウィケンズが9ポイントのリードで迎えた最終戦カタロニアにおいて、スタート直後のターン1でベルニュはウィケンズのインを衝き接触。両者共にリタイアとなりウィケンズが2011年のタイトルを手にした。

### F1
2011年6月3日、F1に参戦するヴァージン・レーシングはウィケンズをリザーブドライバーとして起用したことを発表した。9月にはバイラノ・サーキットで初の直線テストを行い、210kmを走破した。ウィケンズはアブダビグランプリの金曜フリー走行に出走し、続く若手ドライバーテストにもヴァージンより参加したが、2012年のシートはシャルル・ピックの手に渡った。

### ドイツツーリングカー選手権

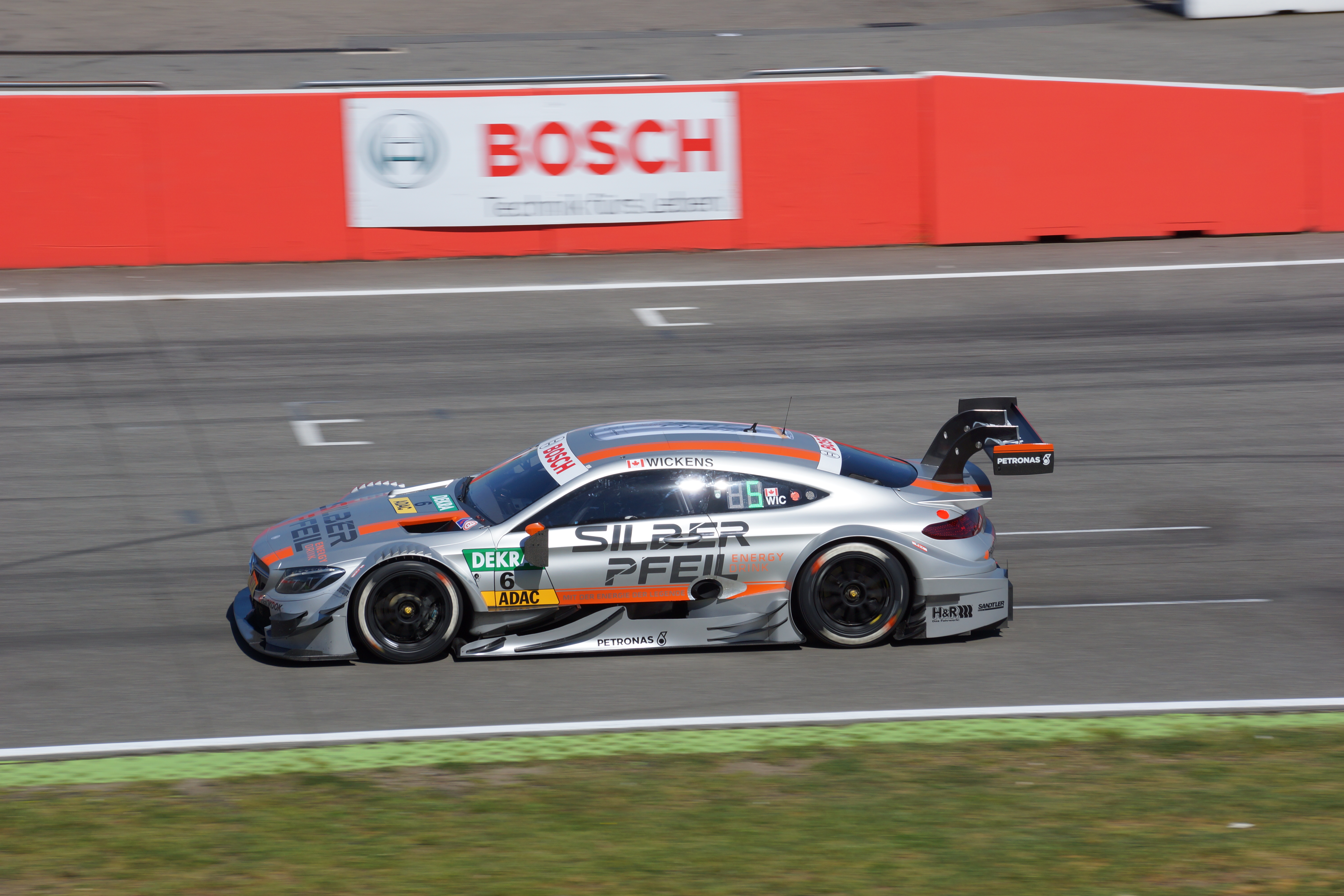
2016年第1戦ホッケンハイムレース2にて

2012年4月、メルセデスは新たなジュニアドライバープログラムを開始し、クリスチャン・ビエトリス、ロベルト・メルヒと並んでウィケンズをメンバーとして起用することを発表した。ウィケンズはデビッド・クルサードと共にミュッケ・モータースポーツからドイツツーリングカー選手権（DTM）に参戦し、初年度は3度の入賞を果たしてランキング16位となった。
2013年にはHWA・チームに移籍し、ウェットレースとなった第7戦ニュルブルクリンクで初優勝を飾った。この年は他に2度の表彰台を獲得し、ランキング5位に入る躍進を見せた。
2014年にもノリスリンクで1勝を挙げるが、ポールポジションを獲得したレッドブルリンク戦ではピットアウト時のアンセーフリリースに対して課せられたペナルティを無視してレースを続け、失格の処分が下される一幕もあった。ウィケンズが指示に従わなかったことについて、チーム側はスチュワードがマルコ・ヴィットマンと接触したパスカル・ウェーレインへのペナルティと混同しているとチームが判断したためだと説明している。
2016年にはザントフォールトとモスクワで勝利を挙げて中盤戦のタイトル争いをリードしたが、ハンガロリンクで行われた第16戦では自身のグリッドを通り過ぎるミスを犯して最後尾スタートとなった。決勝は10位に入賞したものの、このミスが原因となりタイトル争いからは脱落した（最終的なチャンピオンシップ順位は4位）。

### インディカー
2017年6月、ビザに関する問題のためにアメリカへの入国が遅れたミカイル・アレシンに代わり、シュミット・ピーターソン・モータースポーツよりロードアメリカ戦のフリー走行に出走した。
10月に同チームは2018年のインディカー・シリーズに向けてウィケンズを起用したことを発表した。同郷で親友でもあるヒンチクリフが再びチームメイトとなった。カーナンバーはDTMで使用していた「6」を付ける。
開幕戦のセントピーターズバーグでは初戦ながら予選でポールポジションを獲得。決勝でも110周のレースのうち69周をリードするトップ争いを演じたが、残り3周で迎えた最終リスタート時に2番手から追い抜きを試みたアレクサンダー・ロッシとターン1で接触し、リタイアに終わった。
続く第2戦フェニックスでも初のオーバルレースで残り4周まで首位を快走した。優勝こそジョセフ・ニューガーデンに奪われたものの、2位でフィニッシュしてインディカーにおける初表彰台を獲得した。
以後、インディアナポリス（ロードコース）、トロント、ミッドオハイオの3戦でも表彰台に上り、第14戦ポコノの時点ではルーキードライバーながら、ランキング6位につけていた。

#### ポコノでの事故
8月19日に行われた第14戦ポコノの7周目にウィケンズはライアン・ハンター＝レイとの3位争いの中でターン2で接触。ウィケンズのマシンはハンター＝レイの車体のノーズに乗り上げる形で宙に舞い、コース外側のキャッチフェンスに激しく衝突した。ウィケンズはリーハイ・バレー病院へ緊急搬送され、意識は明瞭なものの、下肢や右腕、背骨、肺を損傷する重傷だと診断された。翌日には脊椎と胸髄損傷への対処としてチタン製のロッドやネジなどを埋め込む手術を行った。続いて25日には右腕と下肢の負傷への手術が行われた。
9月7日にウィケンズの家族は彼がポコノのクラッシュで負ったすべての怪我について公表した。そのリストによると、脊髄損傷、肺挫傷、頚椎・胸部脊椎・両足脛骨・腓骨・両手、右前腕・肘・肋骨の骨折が含まれていた。また、チームオーナーであるサム・シュミットはウィケンズが再びレースに戻ってくるまでの期間にかかわらず、6号車のエントリーをウィケンズのために確保しておくことを明らかとした。
なお、シーズンに残されていた3戦はすべて欠場したものの、ウィケンズが獲得した得点を上回るルーキードライバーが現れなかったため、第16戦ポートランド終了時点でこの年のルーキー・オブ・ザ・イヤーに輝いた。
2019年のトロント戦ではアロー・エレクトロニクスとホンダが共同開発した手動操作が可能なアキュラ・NSXのペースカーを操縦し、パレードラップとスタートコマンドを担当した。これが事故後初の観客の前で見せたドライブとなった。

## レース戦績

### 略歴
| 年      | シリーズ                                | 所属チーム                                                  | レース           | 勝利             | PP               | FL               | 表彰台           | ポイント         | 順位             |
| ------- | --------------------------------------- | ----------------------------------------------------------- | ---------------- | ---------------- | ---------------- | ---------------- | ---------------- | ---------------- | ---------------- |
| 2005    | フォーミュラ・BMW USA                   | チーム・アペックス・レーシング USA                          | 14               | 2                | 1                | 2                | 5                | 122              | 3位              |
| 2005    | フォーミュラ・BMW ワールドファイナル    | チーム・オートテクニカ                                      | 1                | 0                | 0                | 0                | 0                | N/A              | 6位              |
| 2006    | フォーミュラ・BMW USA                   | ユーロインターナショナル チーム・アペックス・レーシング USA | 14               | 3                | 3                | 3                | 7                | 149              | 1位              |
| 2006    | フォーミュラ・BMW ADAC                  | ADAC ベルリン・ブランデンブルク                             | 2                | 0                | 0                | 0                | 0                | N/A              | NC†              |
| 2006    | フォーミュラ・ルノー2.0 ユーロカップ    | モトパーク・アカデミー                                      | 2                | 0                | 0                | 0                | 0                | N/A              | NC†              |
| 2006    | フォーミュラ・BMW ワールドファイナル    | ユーロインターナショナル                                    | 1                | 0                | 0                | 0                | 0                | N/A              | 8位              |
| 2007    | チャンプカー・アトランティック          | レッドブル・チーム・フォーサイス                            | 12               | 1                | 1                | 2                | 4                | 255              | 3位              |
| 2007    | フォーミュラ・ルノー・3.5               | カーリン・モータースポーツ                                  | 4                | 0                | 0                | 0                | 0                | 6                | 25位             |
| 2007–08 | A1グランプリ                            | A1チーム・カナダ                                            | 14               | 1                | 2                | 1                | 4                | 75               | 9位              |
| 2008    | フォーミュラ・ルノー3.5                 | カーリン・モータースポーツ                                  | 17               | 1                | 1                | 3                | 4                | 55               | 12位             |
| 2008    | フォーミュラ3・ユーロシリーズ           | シグナチュール・プラス                                      | 14               | 1                | 0                | 0                | 2                | 10.5             | 15位             |
| 2009    | FIA F2選手権                            | モータースポーツ・ビジョン                                  | 16               | 2                | 5                | 3                | 6                | 64               | 2位              |
| 2009    | フォーミュラ3・ユーロシリーズ           | コレス&ハインツ・ユニオン                                   | 4                | 0                | 0                | 0                | 0                | 0                | NC               |
| 2009    | イギリス・フォーミュラ3選手権           | カーリン・モータースポーツ                                  | 2                | 0                | 0                | 0                | 1                | 12               | 16位             |
| 2009    | アトランティック・チャンピオンシップ    | ジェノア・レーシング                                        | 1                | 0                | 0                | 0                | 0                | 12               | 14位             |
| 2010    | GP3シリーズ                             | ステータス・グランプリ                                      | 16               | 3                | 1                | 2                | 7                | 71               | 2位              |
| 2011    | フォーミュラ・ルノー3.5                 | カーリン・モータースポーツ                                  | 17               | 5                | 7                | 4                | 10               | 241              | 1位              |
| 2011    | フォーミュラ1                           | マルシャ ヴァージン・レーシング                             | テストドライバー | テストドライバー | テストドライバー | テストドライバー | テストドライバー | テストドライバー | テストドライバー |
| 2012    | ドイツツーリングカー選手権              | ミュッケ・モータースポーツ                                  | 10               | 0                | 0                | 0                | 0                | 14               | 16位             |
| 2013    | ドイツツーリングカー選手権              | HWA・チーム                                                 | 10               | 1                | 1                | 0                | 3                | 70               | 5位              |
| 2014    | ドイツツーリングカー選手権              | HWA・チーム                                                 | 10               | 1                | 2                | 0                | 1                | 41               | 12位             |
| 2015    | ドイツツーリングカー選手権              | HWA AG                                                      | 18               | 1                | 0                | 1                | 2                | 61               | 13位             |
| 2016    | ドイツツーリングカー選手権              | メルセデス・ベンツ DTMチーム HWA I                          | 18               | 2                | 1                | 3                | 5                | 124              | 4位              |
| 2017    | ドイツツーリングカー選手権              | メルセデス・AMG モータースポーツ Mercedes Me                | 18               | 1                | 1                | 1                | 4                | 119              | 9位              |
| 2017    | ウェザーテック・スポーツカー選手権 - PC | スターワークス・モータースポーツ                            | 1                | 0                | 0                | 0                | 0                | 26               | 23位             |
| 2017    | インディカー・シリーズ                  | シュミット・ピーターソン・モータースポーツ                  | テストドライバー | テストドライバー | テストドライバー | テストドライバー | テストドライバー | テストドライバー | テストドライバー |
| 2018    | インディカー・シリーズ                  | シュミット・ピーターソン・モータースポーツ                  | 14               | 0                | 1                | 0                | 4                | 391              | 11位             |

- † : ゲストドライバーとしての出走であるため、ポイントは加算されない。

### フォーミュラ・ルノー3.5
(key) (太字はポールポジション、斜字はファステストラップ)
| 年     | エントラント               | 1         | 2         | 3        | 4         | 5         | 6         | 7       | 8         | 9       | 10       | 11       | 12       | 13       | 14       | 15       | 16      | 17        | DC   | ポイント |
| ------ | -------------------------- | --------- | --------- | -------- | --------- | --------- | --------- | ------- | --------- | ------- | -------- | -------- | -------- | -------- | -------- | -------- | ------- | --------- | ---- | -------- |
| 2007年 | カーリン・モータースポーツ | MNZ 1     | MNZ 2     | NÜR 1    | NÜR 2     | MON 1     | HUN 1     | HUN 2   | SPA 1     | SPA 2   | DON 1    | DON 2    | MAG 1    | MAG 2    | EST 1 12 | EST 2 10 | CAT 1 7 | CAT 2 11  | 25位 | 6        |
| 2008年 | カーリン・モータースポーツ | MNZ 1 Ret | MNZ 2 Ret | SPA 1 14 | SPA 2 Ret | MON 1 19  | SIL 1 9   | SIL 2 1 | HUN 1 Ret | HUN 2 8 | NÜR 1 13 | NÜR 2 18 | LMS 1 14 | LMS 2 22 | EST 1 3  | EST 2 12 | CAT 1 3 | CAT 2 3   | 12位 | 55       |
| 2011年 | カーリン・モータースポーツ | ALC 1 2   | ALC 2 5   | SPA 1    | SPA 2     | MNZ 1 Ret | MNZ 2 Ret | MON 1 2 | NÜR 1     | NÜR 2   | HUN 1 5  | HUN 2 7  | SIL 1    | SIL 2 1  | LEC 1 2  | LEC 2 19 | CAT 1   | CAT 2 Ret | 1位  | 241      |

### A1グランプリ
(key) (太字はポールポジション、斜字はファステストラップ)
| 年          | エントラント     | 1       | 2       | 3       | 4       | 5         | 6           | 7          | 8           | 9           | 10        | 11        | 12        | 13        | 14         | 15        | 16        | 17        | 18         | 19      | 20      | DC  | ポイント |
| ----------- | ---------------- | ------- | ------- | ------- | ------- | --------- | ----------- | ---------- | ----------- | ----------- | --------- | --------- | --------- | --------- | ---------- | --------- | --------- | --------- | ---------- | ------- | ------- | --- | -------- |
| 2007年–08年 | A1チーム・カナダ | NED SPR | NED FEA | CZE SPR | CZE FEA | MYS SPR 3 | MYS FEA Ret | CHN SPR 15 | CHN FEA Ret | NZL SPR Ret | NZL FEA 2 | AUS SPR 3 | AUS FEA 6 | RSA SPR 1 | RSA FEA 12 | MEX SPR 7 | MEX FEA 5 | CHN SPR 2 | CHN FEA 20 | GBR SPR | GBR FEA | 9位 | 75       |

### FIA F2選手権
(key) (Races in bold indicate pole position) (Races in italics indicate fastest lap)
| 年     | エントラント               | 1     | 2       | 3       | 4         | 5         | 6       | 7       | 8     | 9         | 10        | 11      | 12      | 13      | 14    | 15        | 16      | DC  | ポイント |
| ------ | -------------------------- | ----- | ------- | ------- | --------- | --------- | ------- | ------- | ----- | --------- | --------- | ------- | ------- | ------- | ----- | --------- | ------- | --- | -------- |
| 2009年 | モータースポーツ・ビジョン | VAL 1 | VAL 2 1 | BRN 1 9 | BRN 2 Ret | SPA 1 Ret | SPA 2 3 | BRH 1 4 | BRH 2 | DON 1 Ret | DON 2 Ret | OSC 1 8 | OSC 2 4 | IMO 1 4 | IMO 2 | CAT 1 Ret | CAT 2 3 | 2位 | 64       |

### アメリカン・オープンホイール

#### インディカー・シリーズ
(key)
| 年     | チーム                                     | シャシー       | No. | エンジン | 1      | 2     | 3      | 4     | 5     | 6      | 7     | 8     | 9      | 10    | 11    | 12    | 13    | 14     | 15  | 16  | 17  | 順位 | ポイント |
| ------ | ------------------------------------------ | -------------- | --- | -------- | ------ | ----- | ------ | ----- | ----- | ------ | ----- | ----- | ------ | ----- | ----- | ----- | ----- | ------ | --- | --- | --- | ---- | -------- |
| 2018年 | シュミット・ピーターソン・モータースポーツ | ダラーラ・DW12 | 6   | ホンダ   | STP 18 | PHX 2 | LBH 22 | ALA 4 | IMS 3 | INDY 9 | DET 8 | DET 6 | TXS 19 | RDA 5 | IOW 5 | TOR 3 | MDO 2 | POC 19 | GTW | POR | SNM | 11位 | 391      |

#### インディアナポリス500マイル
| 年     | シャシー | エンジン | スタート | フィニッシュ | チーム                                     |
| ------ | -------- | -------- | -------- | ------------ | ------------------------------------------ |
| 2018年 | ダラーラ | ホンダ   | 18       | 9            | シュミット・ピーターソン・モータースポーツ |